# Kostel svatého Havla (Zbraslav)
Kostel svatého Havla v Praze-Zbraslavi na vrchu Havlíně je původně románský, barokně přestavěný jednolodní kostel s příčnou lodí. Kostel byl založen patrně ve 2. čtvrtině 12. století a přestavěn roku 1660. Z původní stavby se dochovalo zdivo věže a přilehlá část lodi obdélného půdorysu.

## Historie lokality
Lokalita nad soutokem řek Vltavy a Berounky byla odedávna atraktivní, a proto má poměrně zajímavou historii. Konkrétně vrch Havlín bývá označován jako místo, kde se údajně nacházelo slovanské hradiště. Pro tuto domněnku však dosud neexistují žádné archeologické nálezy. Území je ale zapsáno jako archeologická nemovitá památka, což značí, že domněnky mohou být opodstatněné.

## Popis kostela v první fázi
Původní objekt byl jednolodní, obdélného půdorysu s předsazenou věží ve tvaru hranolu (dochována pouze do 3. patra) osvětlenou z jihu štěrbinovým oknem (dodnes zachovaným). Z nejvyšší části dochované románské věže je patrné ostění vstupu z věže do podkroví. Prostor pod věží byl zaklenut valenou klenbou a přístupný byl pouze malým portálem z lodi. Loď měla v západní části nejspíše dřevěnou tribunu s vlastním vstupem ze severního boku lodi. Vstup měl půlkruhový záklenek, který je i v současnosti patrný na fasádě. Další patrný pozůstatek, tentokrát v interiéru, je půlkruhový tympanon na rovném překladu hlavního portálu kostela, umístěný na jihu. Na východní straně se nacházela původní románská apsida, kterou po požáru v 16. století nahradil protáhlý trojboký presbytář.

## Vývoj kostela
Údajně již před rokem 1115 započal kníže Vladislav I. stavbu dvorce na Zbraslavi a podle Zbraslavské kroniky z počátku 14. století stavbu nedokončil. Význam dvorce hrál důležitou roli v rané fázi kostela. Josef Žemlička či Zdeněk Dragoun předpokládali umístění dvorce v místě současného kláštera, tedy na úpatí Havlína, avšak starší předpoklad Václava Mencla a Anežky Merhautové uvádí, že dvorec měl rozptýlenou podobu - jeho obytná a hospodářská část byla pod Havlínem a kostel na vrchu byl nedílnou částí dvorce. Z úpatí Havlína pochází archeologické nálezy (střepy keramiky, zbytky domu o dvou místnostech apod.) právě ze 12. století. Na konci 19. století provedl František Vodvářka výkop jižně od kostela a nalezl zde torzo zděných základů. Údajně šlo o zaniklou faru, ale tato domněnka zůstala neověřena.
První písemná zmínka se datuje do roku 1115. Zmínka pochází ze zakládací listiny Kladrubského kláštera, kde je napsáno, že ke dvorci náležela i kaple svatého Havla. Ačkoliv se jedná o falzum pocházející až ze 13. století, část věnovaná Zbraslavsku je věrohodná. Dalším důležitým dokumentem je Zbraslavská kronika, která uvádí že opat z Kladrubského kláštera založil na Zbraslavi malou expozituru o třech mniších, kteří spravovali místní klášter a obnovili některé domy, které později sloužily kladrubskému opatovi při jeho cestách do Prahy. Kostel svatého Havla se v té samé době otevřel pro místní věřící. Na konci 60. let 13. století přešlo vlastnictví dvorce i kostela pod pražského biskupa Jana III., jenž roku 1268 směnil s Přemyslem Otakarem II. Patronát kostela však byl již pod správou biskupské komory. Roku 1298 daroval biskup Řehoř kostel cisterciákům ze Zbraslavského kláštera. Od roku 1352 byl kostel pravidelně zaznamenáván do záznamů papežských desátků. Ve 14. století náležel děkanátu z Ořechu.
Větších stavebních úprav a opětovného vysvěcení se kostel dočkal pravděpodobně po požáru na začátku 2. čtvrtiny 16. století. Požár byl zřejmě hodně masivní, protože jsou dodnes viditelné kvádry zdiva načervenalé od žáru hořícího krovu. Po požáru byl vybudován krov a nový kostel prošel řadou stavebních úprav. Byla zde vybudována nová tribuna a boční vstup na původní byl zaslepen, do věže pak byla probourána tři okna se zkoseným ostěním. Západní část se dočkala nového omítnutí a interiérové výmalby, z níž se dochovaly v torzech scény Smrti Panny Marie. Jedná se o velice významné pozdně gotické a na tu dobu poměrně vysoce kvalitní nástěnné malby. K dokončení prací po požáru došlo nejspíš ve 40. letech téhož století, a to osazením renesančního oltáře, který byl později nahrazen starým oltářem z kostela svatého Jakuba ze Zbraslavského kláštera. V roce 1547 byl do věže dodán zvon. Další významná proměna proběhla roku 1660 po třicetileté válce a trvala 8 let. Kostelu byly přidány prostory obdélného půdorysu na každé straně, které lze považovat za příčnou loď. Jejich strop byl rovný a trámový. Na severní a jižní straně prostorů byly vystavěny raně barokní portály a při té příležitosti zanikl původní portál románský. Věž byla částečně rozebrána a za použití téhož stavebního materiálu (opukových kvádříků) znovu sestavena. Při této rekonstrukci došlo k odstranění původního vstupu do krovu hlavní lodi. Patro věže se zvonicí mělo široká okna na všechny světové strany a do této části stavby byla přidána nová vzpěradlová stolice, která se částečně dodnes dochovala. Renesanční trojboký presbytář obdržel nová okna shodná s okny z přístaveb a viditelné patky jeho starší klenby byly zakryty římsovými konzolami. Přestavbou prošla i tribuna. V letech 1682 a 1683 byly do severní a jižní části instalovány boční oltáře, jižní - s obrazem sv. Havla na poušti. Roku 1750 prošel kostel menší rekonstrukcí. Po zrušení kláštera v roce 1785 pozbyl kostel svou původní funkci a stal se z něj kostel hřbitovní, a tak slouží až do dnešní doby. Ve 40. letech 19. století byla opravena vzpěradlová stolice ve zvonici a celý kostel prošel opravou. Roku 1883 přibyla na kostel nová makovice. Prostor pod věží, ve kterém byla dříve sakristie, prošel vybouráním románské valené klenby a bylo zde umístěno schodiště vedoucí na tribunu, spolu s tím bylo zvětšeno okno osvětlující schodiště. V roce 1930 byl proveden výkop Vojtěchem Birnbauem, který poukázal na to, že dnešní loď se shoduje s lodí románskou. Počátkem 70. let 20. století byla opravena vnější část kostela, krov i střecha. S příchodem nového tisíciletí se dočkal opětovné opravy exteriéru, ale i částí interiéru. Zejména se jednalo o záchranu nástěnných maleb.

## Současná podoba
Hlavní loď kostela je tvořena původní románský obdélným půdorysem s přidanými barokními přístavbami kaplí z jihu a severu. Loď je zakončena na východě trojbokým hlubokým presbytářem zaklenutým valenou klenbou s výsečemi. Na východní straně za presbytářem se též nachází nápadná barokní kostnice oktogonálního půdorysu, která není přímo součástí kostela. Na západní straně je ke kostelu přisazena hranolová věž se zvonem a schodištěm na tribunu. Krov, v jádru gotický, je typu hambalkové soustavy s námětky. Na věži kostela jsou v exteriéru od roku 1931 odkryty části omítky a je tak dobře pozorovatelné románské opukové zdivo. Dnes se kostel nachází uprostřed Zbraslavského hřbitova.

## Interiér
Loď i boční kaple mají plochý omítnutý strop a mezi kaplemi a lodí jsou barokní půlkruhové arkády. V západní části se nachází v přízemí obdélný vstup do věže, tedy na točité schodiště s dřevěnými stupni vedoucí na tribunu. Ke konci 20. století byl z kostela vyňat hlavní oltář, původně pocházející z kostela svatého Jakuba a v současnosti je na jeho místě prostý oltářní stůl. V severní kapli se nacházel boční oltář panny Marie a v jižní kapli oltář svatého Havla. Oba oltáře jsou k vidění již bez obrazů. Obraz sv. Havla je v dlouhodobé výpůjčce. Zásadní částí hodnoty kostela jsou jeho omítky s již románskými nástěnnými malbami. Na malbách můžeme spatřit například Panu Marii s pěti apoštoly či svatou Barboru. Podlaha kostela je provedena z cementových dlaždic. Kostel je propůjčen pravoslavné církvi. Oltář je skryt za zástěnou, interiér je vyzdoben obrazy pravoslavných světců, korouhvemi a infrazářiči.[zdroj?]

## Galerie

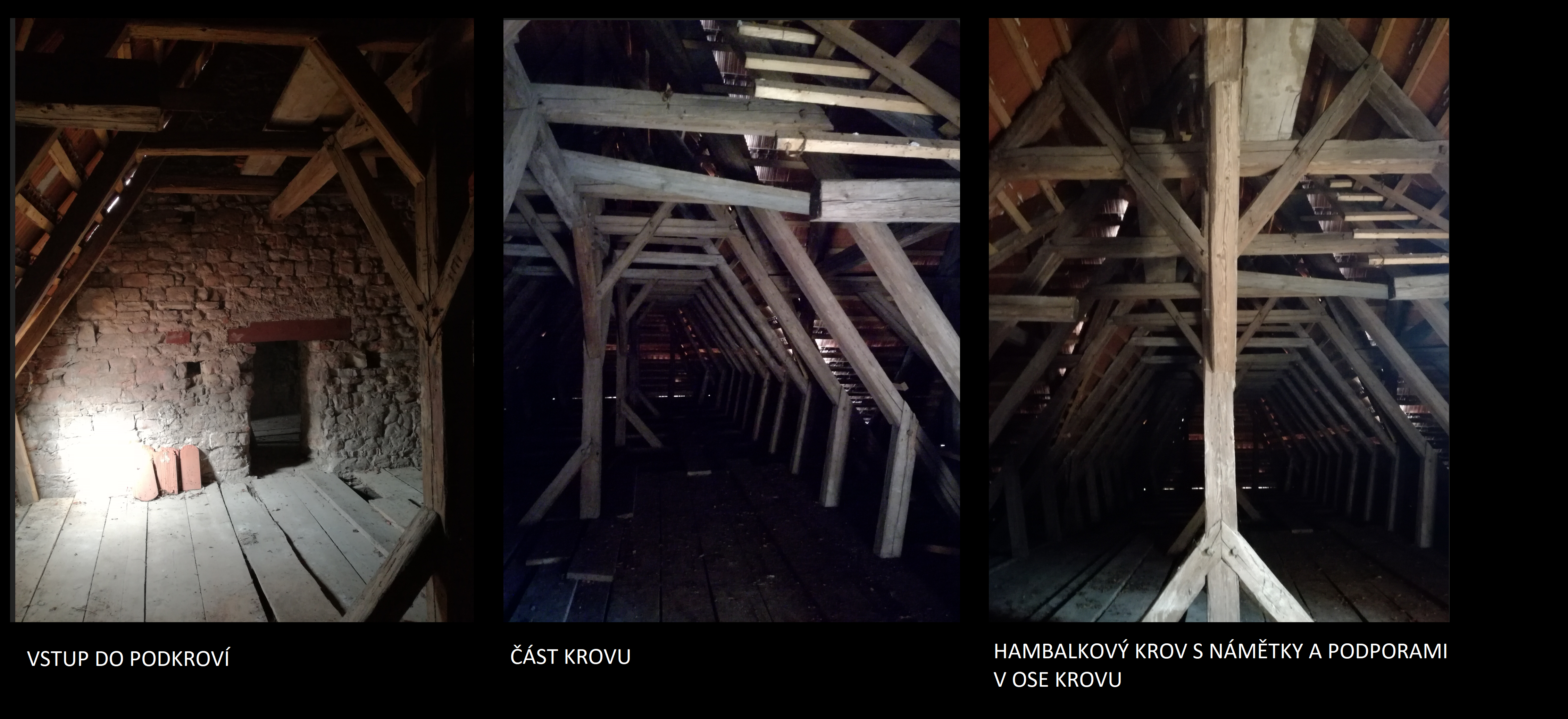
Kostel svatého Havla Zbraslav-krov
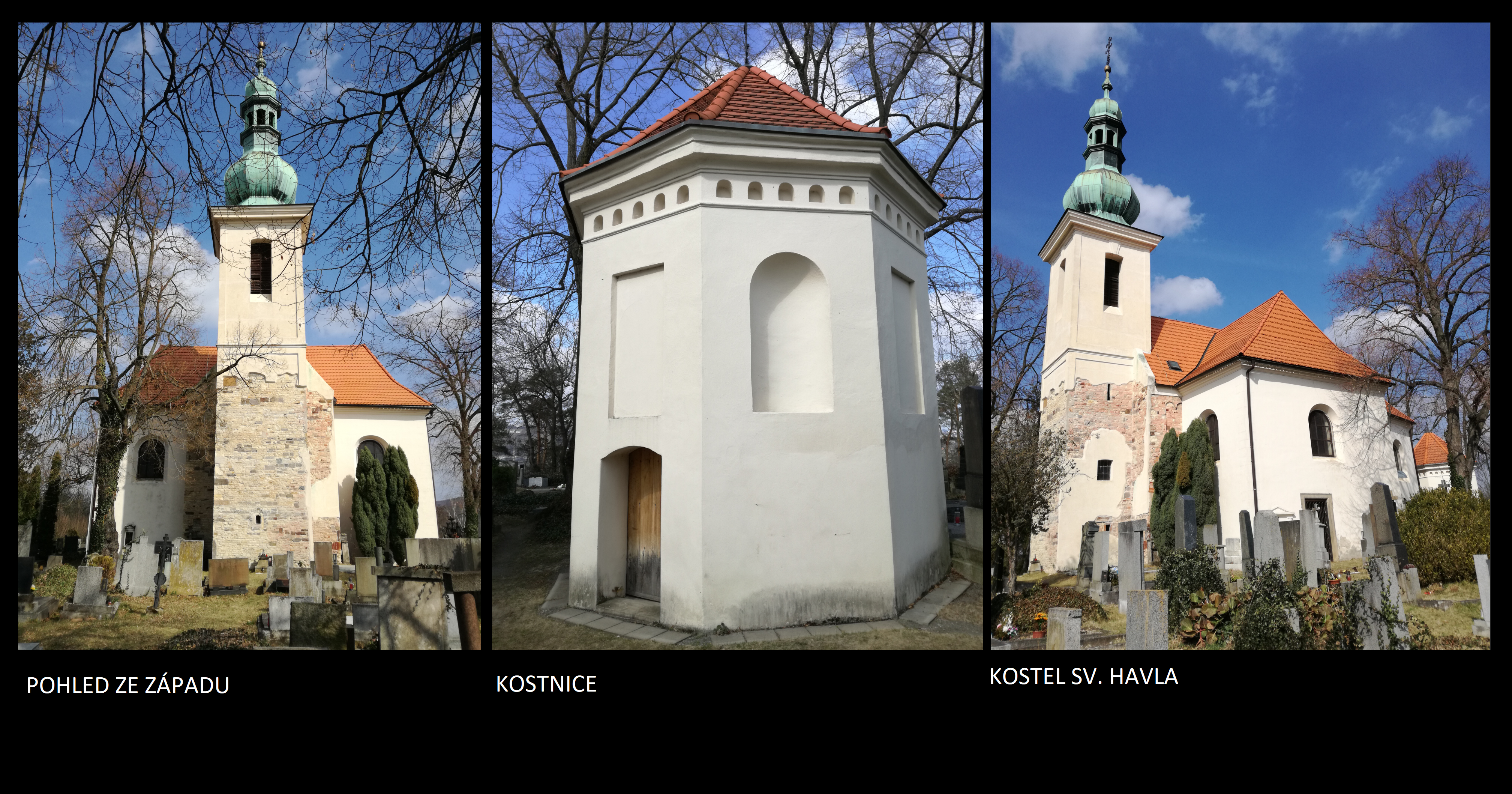
Kostel svatého Havla Zbraslav-exteriér
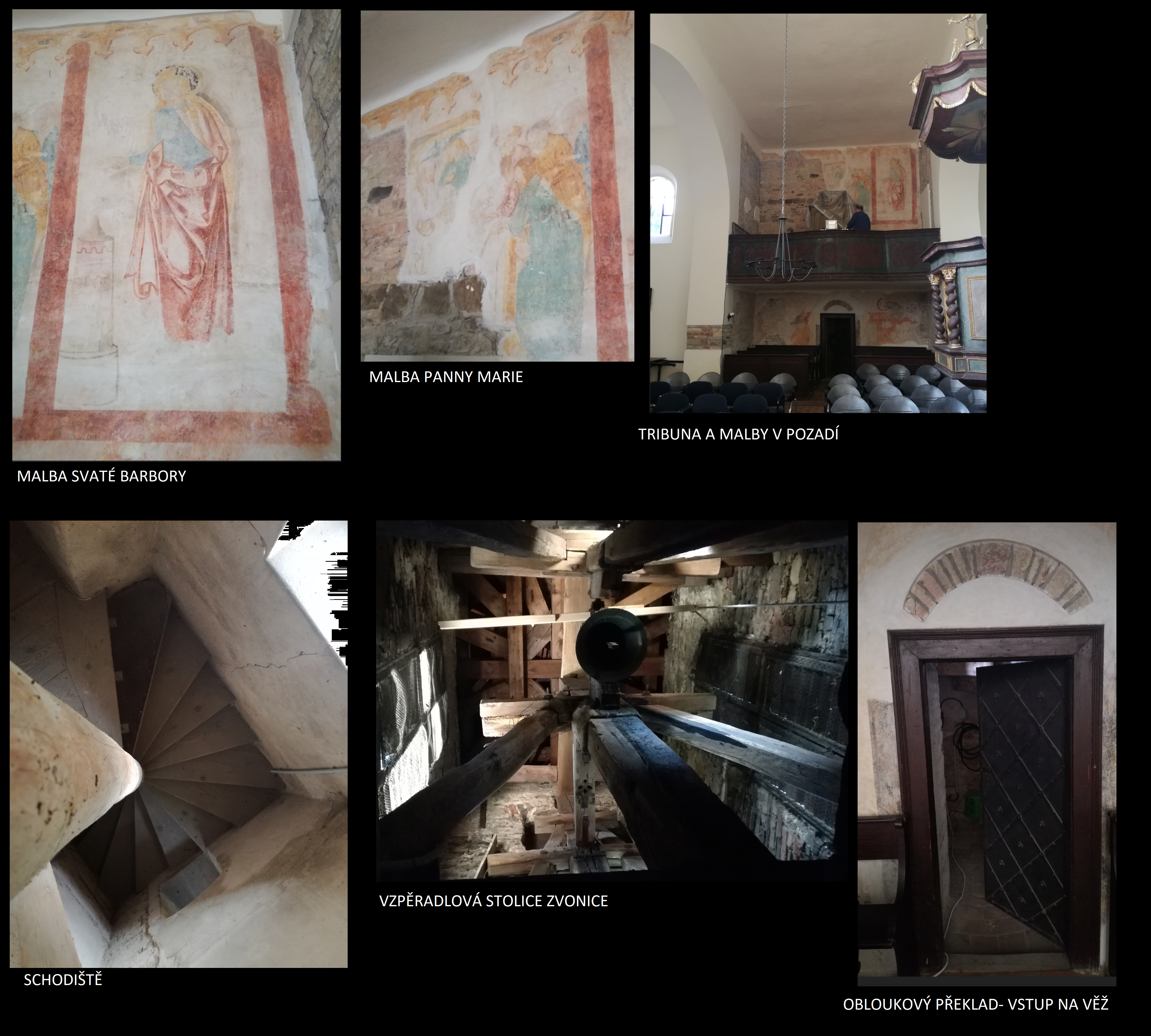
Kostel svatého Havla Zbraslav-interiér
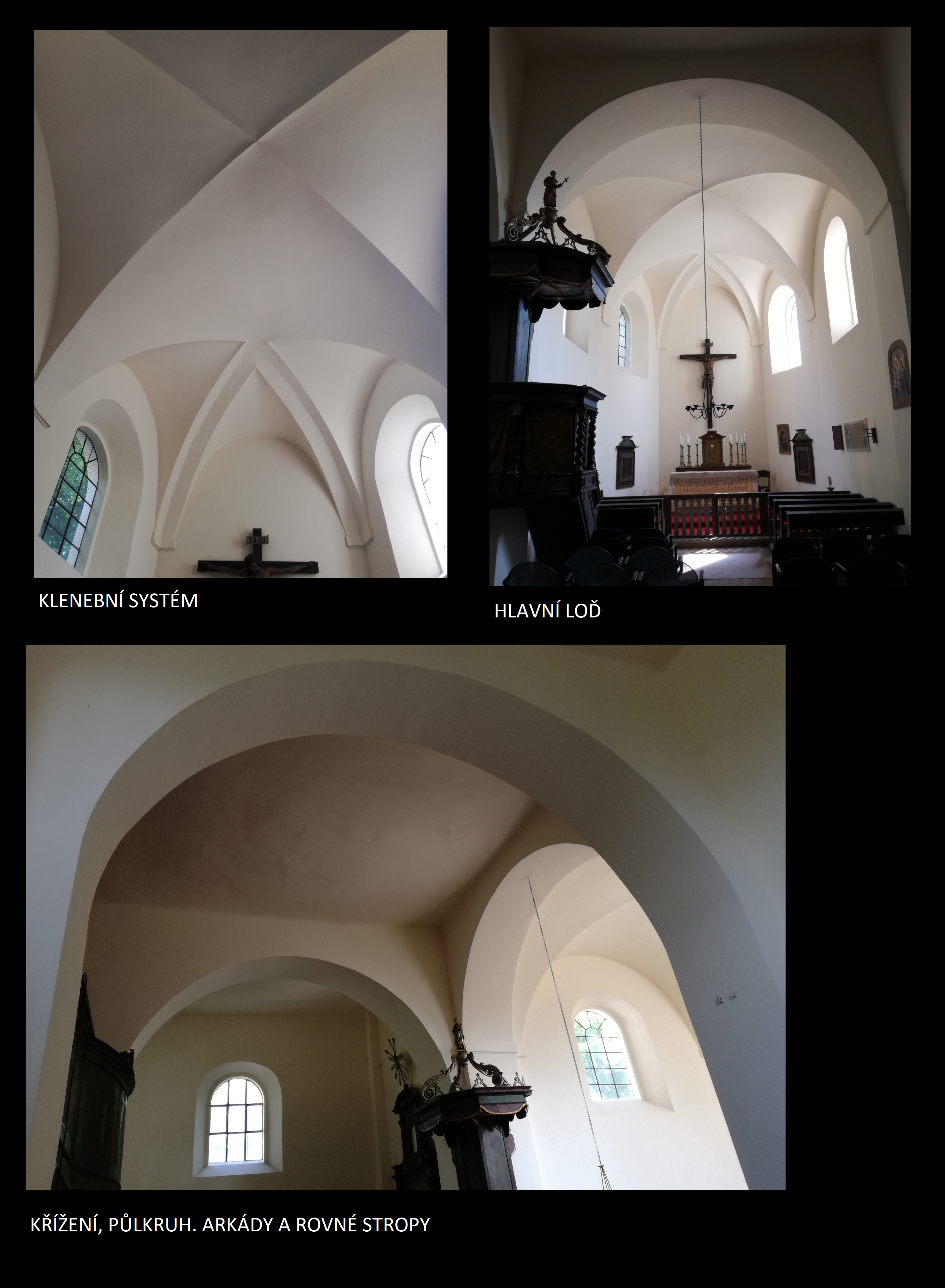
Kostel svatého Havla Zbraslav-klenby
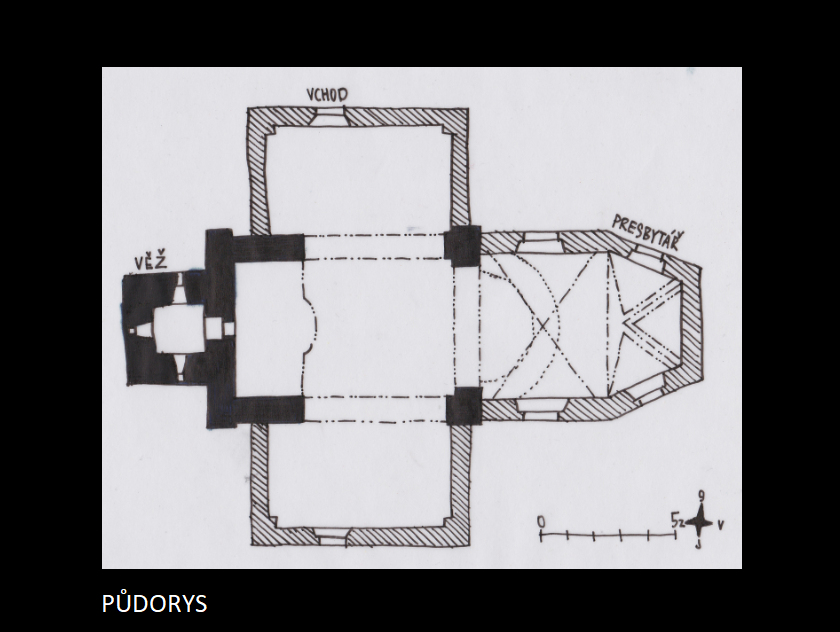
půdorys kostela sv. Havla